# Гошо Гінчев
Гошо Гінчев (болг. Гошо Гинчев, нар. 2 лютого 1969, Мидрець) — болгарський футболіст, що грав на позиції захисника.
Виступав, зокрема, за клуби «Бероє» та «Антальяспор», а також національну збірну Болгарії. Протягом 2005—2007 років був спортивним директором клубу «Бероє».

## Клубна кар'єра
У дорослому футболі дебютував 1986 року виступами за команду клубу «Бероє», в якій провів сім сезонів, взявши участь у 158 матчах чемпіонату.  Більшість часу, проведеного у складі «Бероє», був основним гравцем захисту команди.
Згодом з 1993 по 1996 рік грав у складі «Левскі» та турецького «Денізліспора».
Своєю грою за останню команду привернув увагу представників тренерського штабу клубу «Антальяспор», до складу якого приєднався 1996 року. Відіграв за команду з Анталії наступні шість сезонів своєї ігрової кар'єри. Граючи у складі «Антальяспора» також здебільшого виходив на поле в основному складі команди.
Завершив професійну ігрову кар'єру на батьківщині у клубі «Черно море», за команду якого виступав протягом 2002—2005 років.

## Виступи за збірну
1989 року дебютував в офіційних матчах у складі національної збірної Болгарії. Протягом кар'єри у національній команді, яка тривала 10 років, провів у формі головної команди країни лише 19 матчів, розглядаючись тренерським штабом збірної здебільшого резервним захисником.
У складі збірної був учасником чемпіонату Європи 1996 року в Англії та чемпіонату світу 1998 року у Франції.